# Дешат
Дешат — гора на македоно-албанському кордоні, частина ланцюга Шар-Планина-Кораб-Дешат-Крчин-Стогово-Караорман. Найвища вершина — Велівар (Велі врв), що має 2373 метри. Інші високі вершини — Делі-Сеніца та Сува-Бара. Є кілька невеликих льодовикових озер. Найпопулярнішим є озеро Локув, яке розташоване в північно-східній частині гори на висоті 1560 метрів над рівнем моря і є найнижчим льодовиковим озером Македонії. Річка Радика тече зі сходу, яка відділяє її від Бистрої та Стогової. Більша частина гори розташована в районі національного парку Маврово.

## Рельєф та форми рельєфу

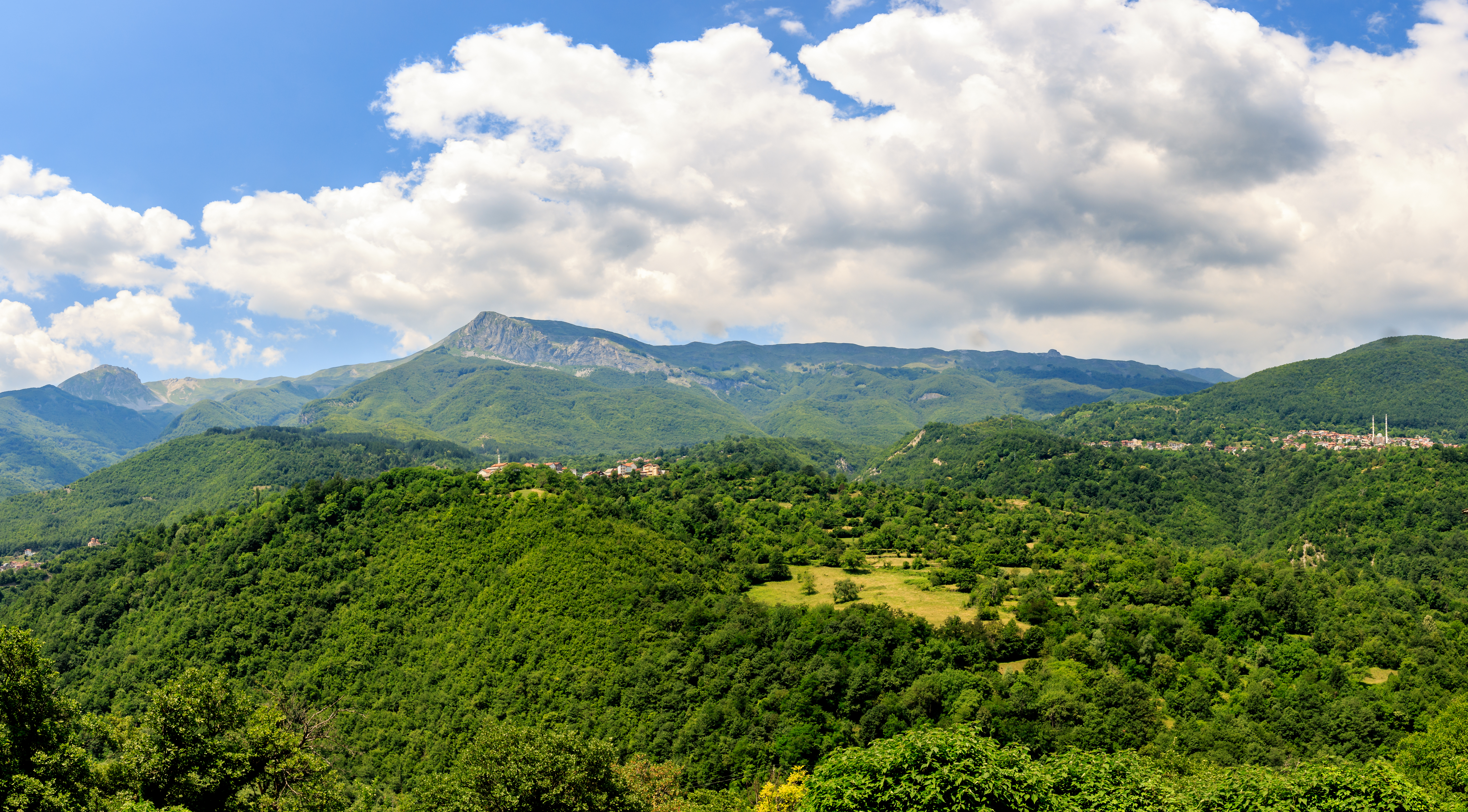
Вид на Дешат із монастиря «Св. Йована Бігорського»

Гора Дешат займає середню частину гірського масиву Кораб (гряда), що простягається від однойменного високогірного перевалу Дешат (1976 м) і долини річки Жировниця (річка Воловичарська), яка також відокремлює її від гори Кораб на півночі, до високогірного плато (2080 м) і долини річки Требішка, що відокремлює її від гори Крчин на півдні. Загальна довжина гірського хребта становить 7 км. На сході ця гора простягається до дна долини річки Радика, а на захід до східного краю долини Пешкопейськата в сусідній Республіці Албанія. Македоно-албанський кордон перетинає найвищі точки гірського хребта, і весь східний бік гори Дешат належить території Македонії, тоді як західна частина належить Албанії. Загальна площа території Македонії становить 53 км². Найнижча точка гори Дешат на території Македонії розташована біля впадіння річки Требішка в Радику на висоті 680 метрів, а найвища — вершина Велівар на 2372 метри, тому відносна різниця висот між цими двома точками становить 1692 метри.

## Значні вершини
- Велівар (2375 метрів)
- Голем Крчин (2343 метри)

## Рослинний і тваринний світ (Флора і фауна)
Гора добре вкрита лісами. У більшості лісів переважає бук, з якого чимала кількість столітнього дерева. Сосна, ялина, осика, клен гірський та береза також трапляються в меншій кількості. З інших видів рослин і тих, що дають лісові плоди, широко поширені чорниця, малина, ожина, шипшина, гірський чай, деревій, щавель, а папороть широко представлена на цілих луках і територіях. Серед рослиноїдних ссавців є олень, кабан, козуля, сарна. До м'ясоїдних належать ведмеді, вовки, рисі та лисиці. Існує кілька видів птахів.

## Галерея

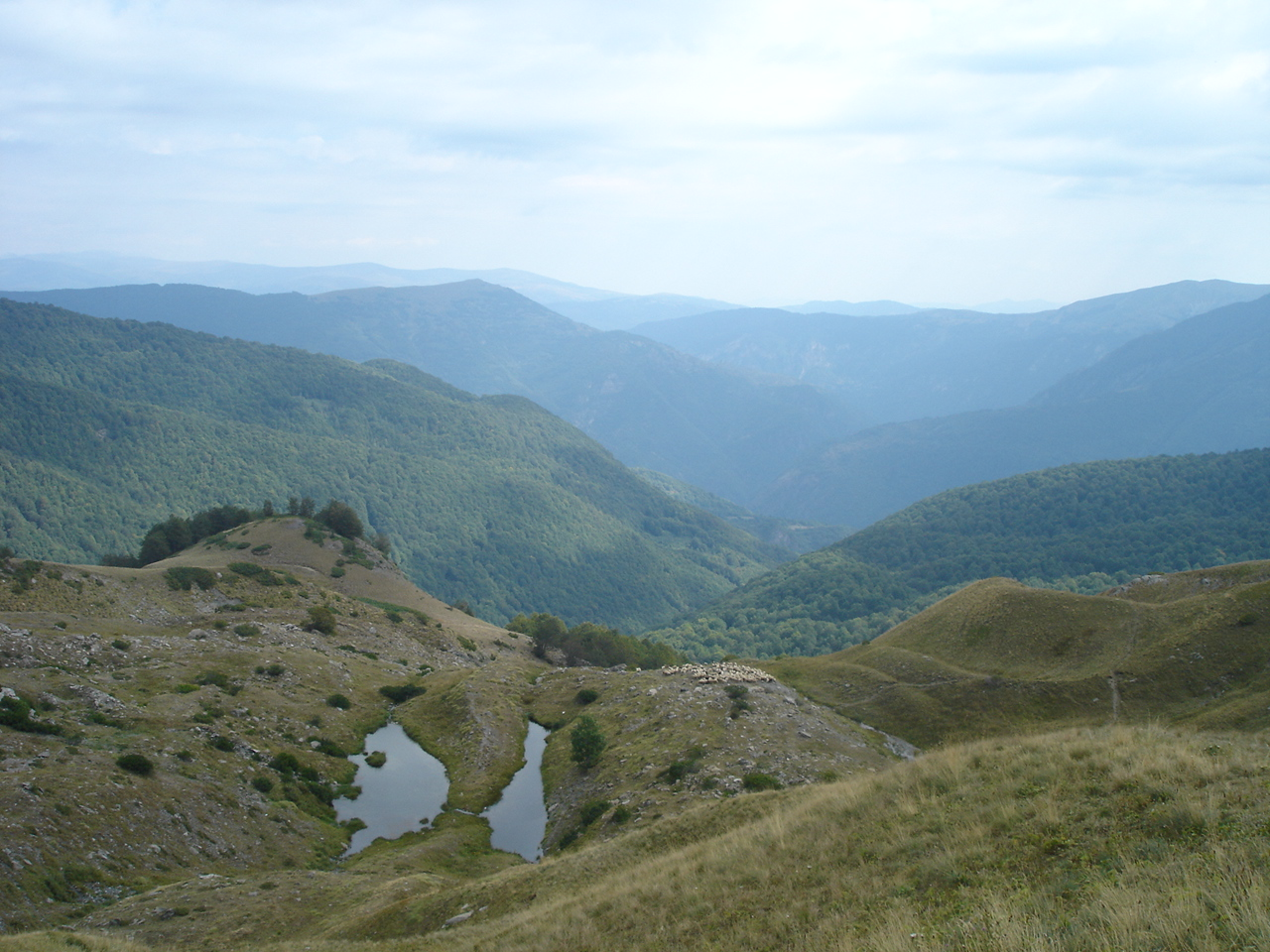
Вид зі схилів Дешата з двома льодовиковими озерами - Північним та Південним озером Гашово
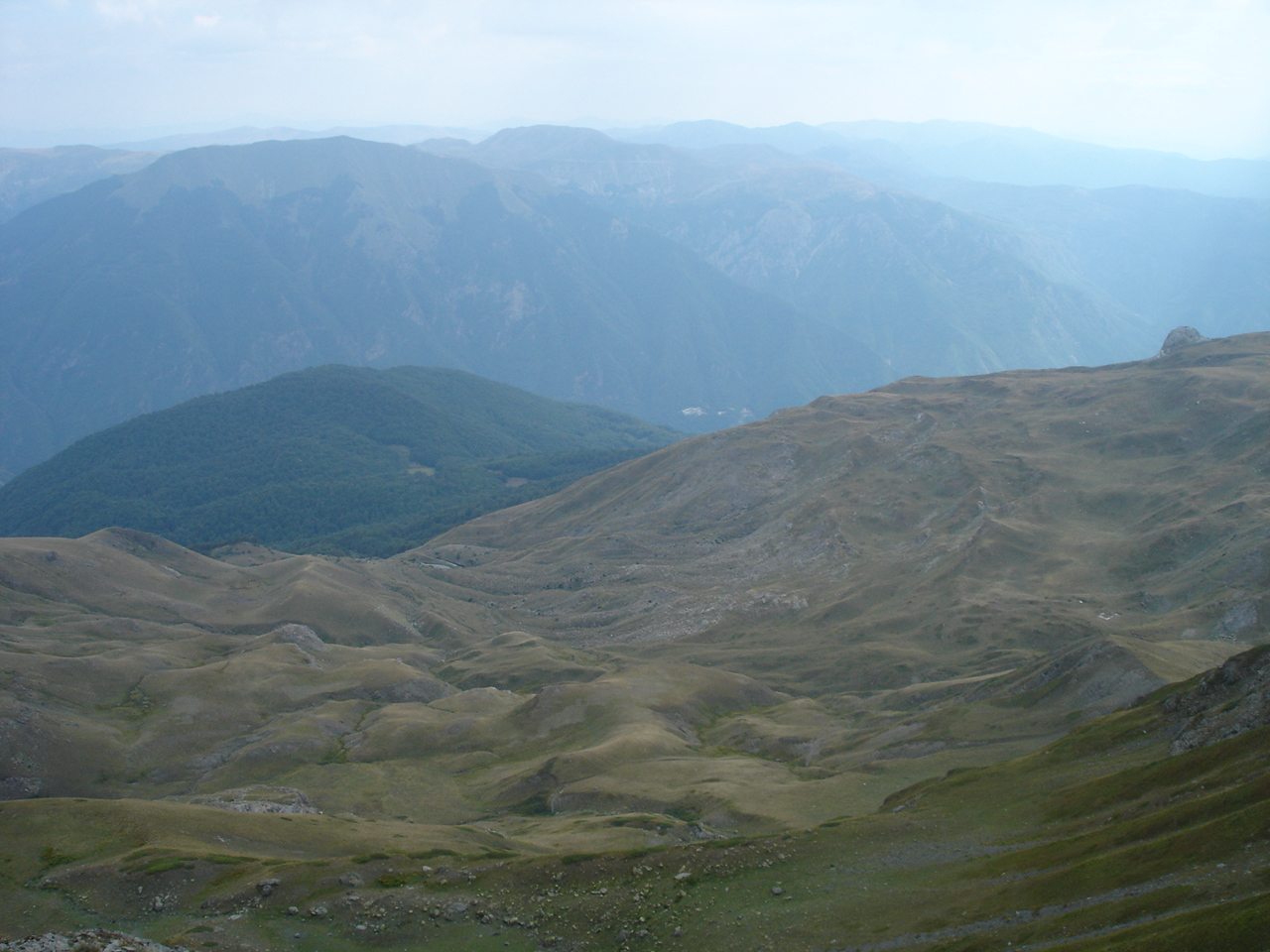
Вид із вершини Велівар на хребет і передгір’я гори Дешат з долиною річки Радика та Бігорським монастирем
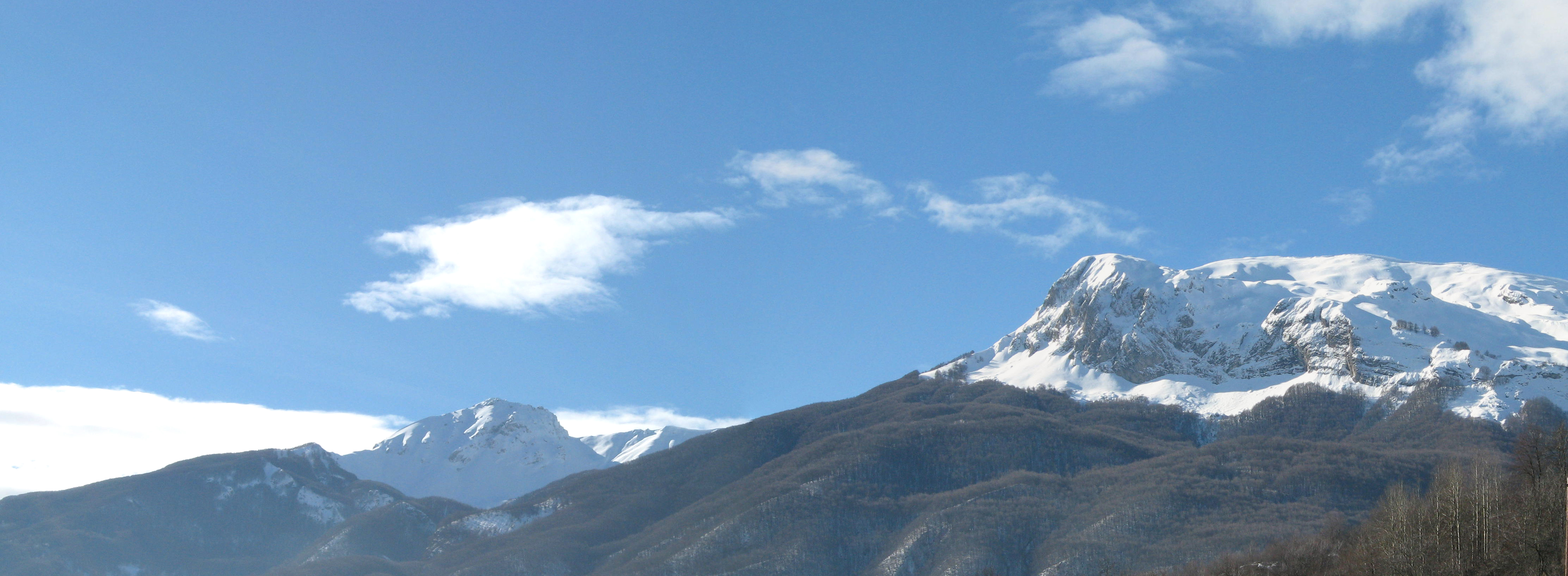
Вид на Дешат із Требиште